# Mai Trung Thu

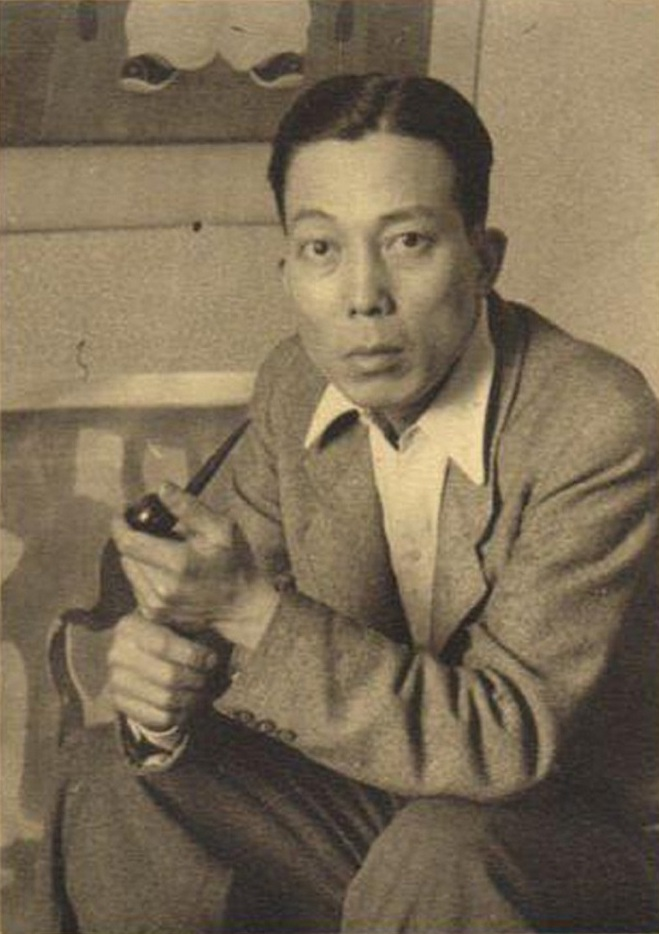
Mai-Thứ in 1942

Mai Trung Thứ (Hải Phòng, 10 november 1906 – Clichy, 10 oktober 1980) was een Vietnamees-Frans kunstschilder, gespecialiseerd in het schilderen op zijde. Hij verenigde in zijn werk Vietnamese en westerse invloeden.
Mai-Thứ was een zoon van baron Mai Trung Cát, gouverneur van de provincie Bắc Ninh tot het bestuur via mandarijnen in 1915 door de Franse koloniale overheid werd afgeschaft. Hij volgde les bij Joseph Inguimberty en Victor Tardieu aan de École des Beaux-Arts de l'Indochine, die in 1925 in Hanoi was opgericht. In 1931 reisde hij naar Frankrijk in het kader van de Exposition coloniale. Zes jaar later verhuisde hij definitief naar Frankrijk. Mai-Thứ begon met schilderen met olieverf op doek maar schakelde al snel over naar het schilderen op zijde. Hij perfectioneerde zich in deze techniek waardoor hij een effect van pastelkrijt kon creëren. Hij schilderde vooral vrouwelijke figuren.